# Rajon Oborisjte
Rajon Oborisjte (bulgariska: Район Оборище) är ett distrikt i Bulgarien.   Det ligger i kommunen Stolitjna Obsjtina och regionen Sofija-grad, i den västra delen av landet. 
Runt Rajon Oborisjte är det i huvudsak tätbebyggt. Runt rajon Oborisjte är det tätbefolkat, med 849 invånare per kvadratkilometer.